# 朱莉·溫妮弗雷德·伯特蘭
朱莉·溫妮弗雷德·伯特蘭（英語：Julie Winnefred Bertrand，1891年9月16日—2007年1月18日）是一名加拿大超級人瑞。她從2006年12月11日起得到金氏世界紀錄大全之最年長女性的頭銜，在世者僅次於男性艾米利亞諾·梅爾卡多·德爾托羅，直到2007年1月18日逝世後，才將最年長女性頭銜交給艾瑪·提爾曼。朱莉·溫妮弗雷德·伯特蘭在世上共活了115年又124天。
伯特蘭是加拿大歷史上第三長壽的人，僅次於瑪麗-露易絲·梅拉紐爾（Marie-Louise Meilleur，1880年8月29日－1998年4月16日）和瑪麗·安·羅得斯（Mary Ann Rhodes，1882年8月12日－1998年3月3日）。

## 生平
朱莉·溫妮弗雷德·伯特蘭沒有結過婚，而在她年輕時，曾有人向她求婚，但是最後沒有答應。
伯特蘭曾在113歲時（即2004年）做過健康檢查，而檢查結果顯示伯特蘭的健康狀況良好。她每天會穿著毛衣，且每隔兩週會去染頭髮，並常在社交場合喝葡萄酒。她的記憶力相當好，能記住她大部分的親戚朋友。

## 相關資料
- （英文）蒙特婁百歲以上人瑞名單 （页面存档备份，存于）
- （英文）Canada.com的封面人物－朱莉·溫妮弗雷德·伯特蘭 （页面存档备份，存于）
- （法文）專訪－朱莉·溫妮弗雷德·伯特蘭 （页面存档备份，存于）

| 前任： 伊莉莎白·博登 | 最年長女性 2006年12月11日－2007年1月18日 | 繼任： 艾瑪·提爾曼 |